# پادشاهی نوذر
«پادشاهی نوذر» هشتمین داستانِ پادشاهان و هشتمین پادشاهی پیشدادی در شاهنامهٔ فردوسی است که دورانِ هفت‌سالهٔ پادشاهیِ نوذر را داستان می‌کند.
نوذر، پسر منوچهر، یکی از شاهان پیشدادی در شاهنامه است. شاهنامه پادشاهی نوذر را هفت سال ذکر می‌کند. به دلیل بی‌تدبیری او ایران دچار وضعیت بحرانی شد. پشنگ پادشاه توران پس از اطلاع از مرگ منوچهر پسر خود افراسیاب را به کین‌خواهی تور به جنگ ایرانیان فرستاد. در جنگی که در پای حصار دهستان درگرفت نوذر گرفتار افراسیاب گشت و کشته شد. نوذر دو پسر به نامهای طوس و گستهم داشت که به تشخیص بزرگان ایران هیچ‌یک لایق پادشاهی نبودند.